# Ачи Сант Антонио
Ачи Сант Антонио (итал. Aci Sant'Antonio) је насеље у Италији у округу Катанија, региону Сицилија.
Према процени из 2011. у насељу је живело 10373 становника. Насеље се налази на надморској висини од 318 м.

## Становништво
Према резултатима пописа становништва 2011. у општини је живело 17.610 становника.
| 1931. | 1936. | 1951. | 1961. | 1971. | 1981. | 1991.  | 2001.  | 2011.  |
| ----- | ----- | ----- | ----- | ----- | ----- | ------ | ------ | ------ |
| 4.812 | 4.494 | 4.685 | 4.953 | 5.318 | 6.270 | 12.459 | 15.389 | 17.610 |